# جاسبر إيوينغ برادي
جاسبر إيوينغ برادي (بالإنجليزية: Jasper Ewing Brady)‏ هو محامي وسياسي أمريكي، ولد في 4 مارس 1797 في صنبوري في الولايات المتحدة، وتوفي في 26 يناير 1871. حزبياً، نشط في حزب اليمين. وقد انتخب عضو مجلس نواب بنسيلفانيا وانتخب عضو مجلس النواب الأمريكي.